# For the Love of Mary

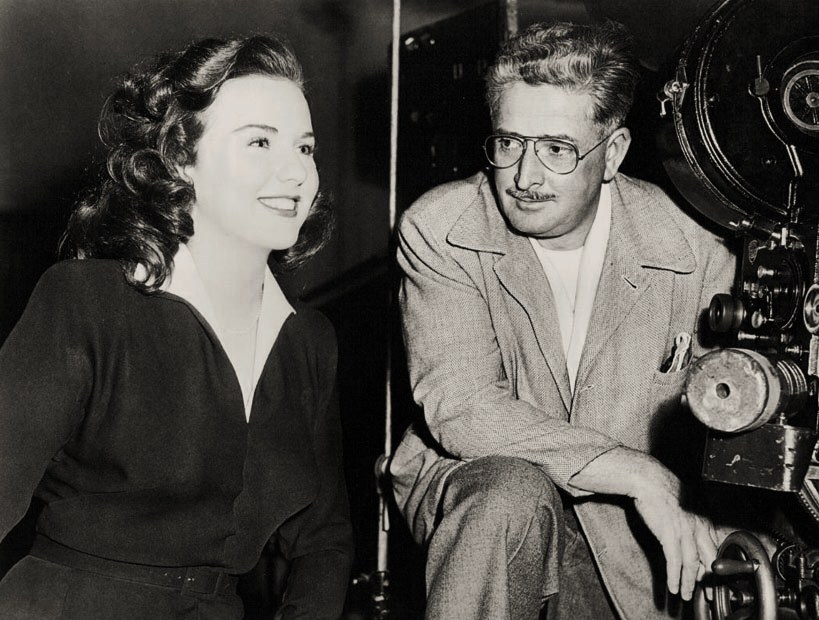
Atriz Deanna Durbin e o cinegrafista William H. Daniels no set de filmagem de For the Love of Mary (1948)

For the Love of Mary é um filme de comédia romântica estadunidense de 1948 dirigido por Frederick de Cordova e estrelado por Deanna Durbin, em seu último papel no cinema.

## Elenco
- Deanna Durbin como Mary Peppertree
- Edmond O'Brien como Tenente Tom Farrington
- Don Taylor como David Paxton
- Jeffrey Lynn como Phillip Manning
- Ray Collins como Harvey Elwood
- Hugo Haas como Gustav Heindel
- Harry Davenport como Justice Peabody
- Griff Barnett como Timothy Peppertree
- Katharine Alexander como Miss Harkness
- James Todd como Justice Van Sloan
- Morris Ankrum como Adm. Walton
- Frank Conroy como Samuel Litchfield
- Leon Belasco como Igor
- Louise Beavers como Bertha
- Raymond Greenleaf como chefe de justiça Williams
- Charles Meredith como chefe de justiça Hastings
- Adele Rowland como Sra. Peabody
- Mary Adams como Marge
- Adrienne Marden como Hilda
- Beatrice Roberts como Dorothy
- Harry Cheshire como Coronel Hedley
- Donald Randolph como Asst. procurador-geral
- William Gould como Senador Benning